# Karel Lateur
Karel Lateur (Heule, 12 mei 1873 – Brugge, 10 januari 1949) was een Vlaamse beeldhouwer. Hij was de jongere broer van Frank Lateur, beter gekend als Stijn Streuvels. 
Karel Lateur studeerde 6 jaar aan het Sint-Lucasinstituut in Gent, in het atelier van Matthias Zens. Later ging hij in de leer bij de beeldhouwers Jules Lagae en Juliaan Dillens in Brussel. Hij vestigde zich aanvankelijk als zelfstandig beeldhouwer in Steenbrugge. Vanaf 1926 werkte hij in het geboortehuis van Guido Gezelle in Brugge, dat toen al dienstdeed als het Guido Gezellemuseum en waar hij en zijn vrouw conciërge waren.

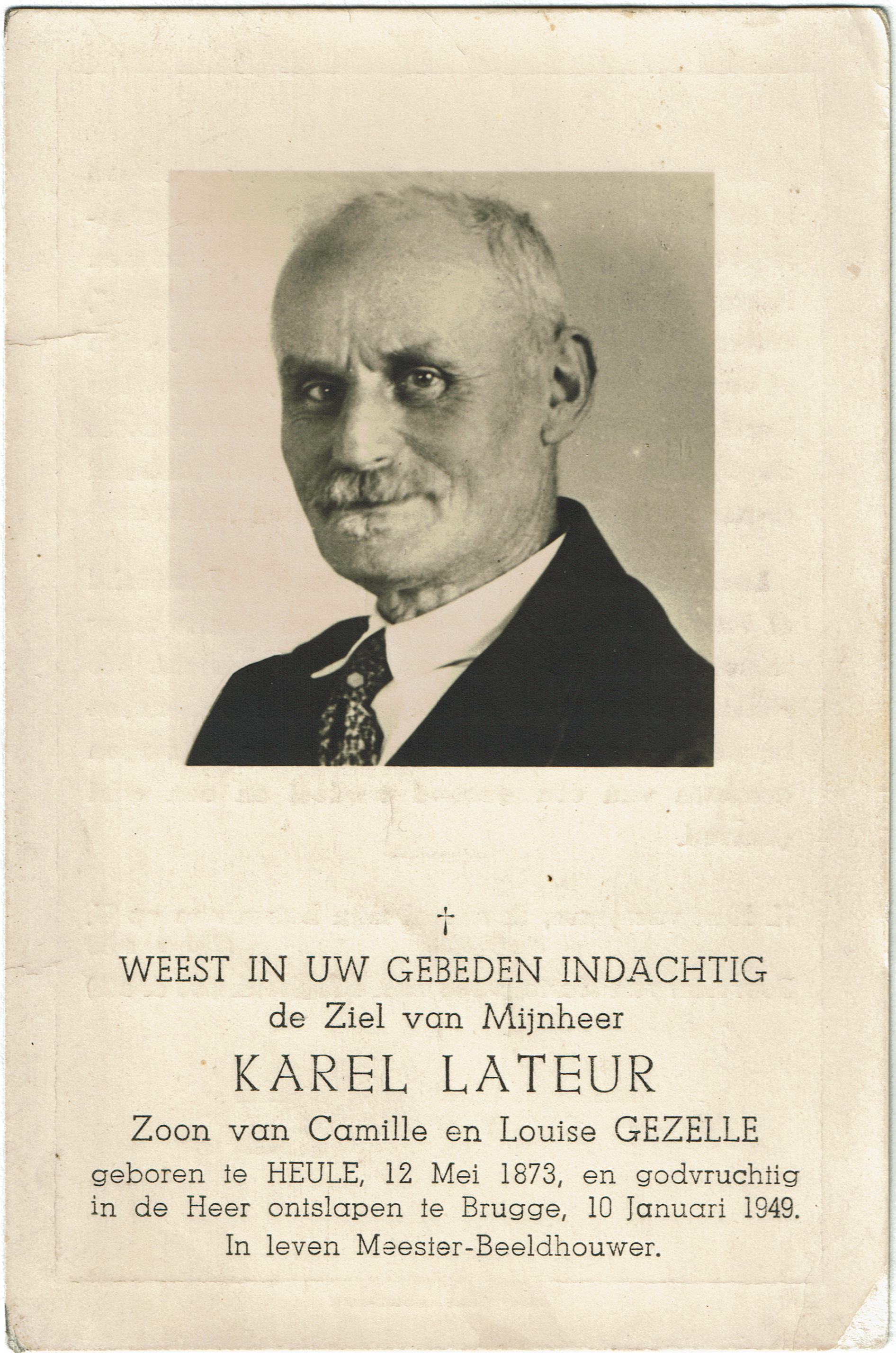
Doodsprentje van Karel Lateur

Zijn beeldhouwwerk is steeds figuratief en vooral religieus geïnspireerd: Mariabeelden, Christusfiguren, kruiswegen, bas-reliëfs, bustes en medaillons. Hij vervaardigde o.m. het praalgraf van Hugo Verriest en het grafmonument voor Joe English op de militaire begraafplaats van Steenkerke, dat later overgebracht is naar de IJzertoren bij Diksmuide. Daarnaast realiseerde hij de oorlogsgedenktekens van Ingooigem, Tielt en Otegem.
Voor zijn oudere broer en zijn schoonzus maakte hij een grafmonument met beeldhouwwerk van het aangezicht van Stijn Streuvels.

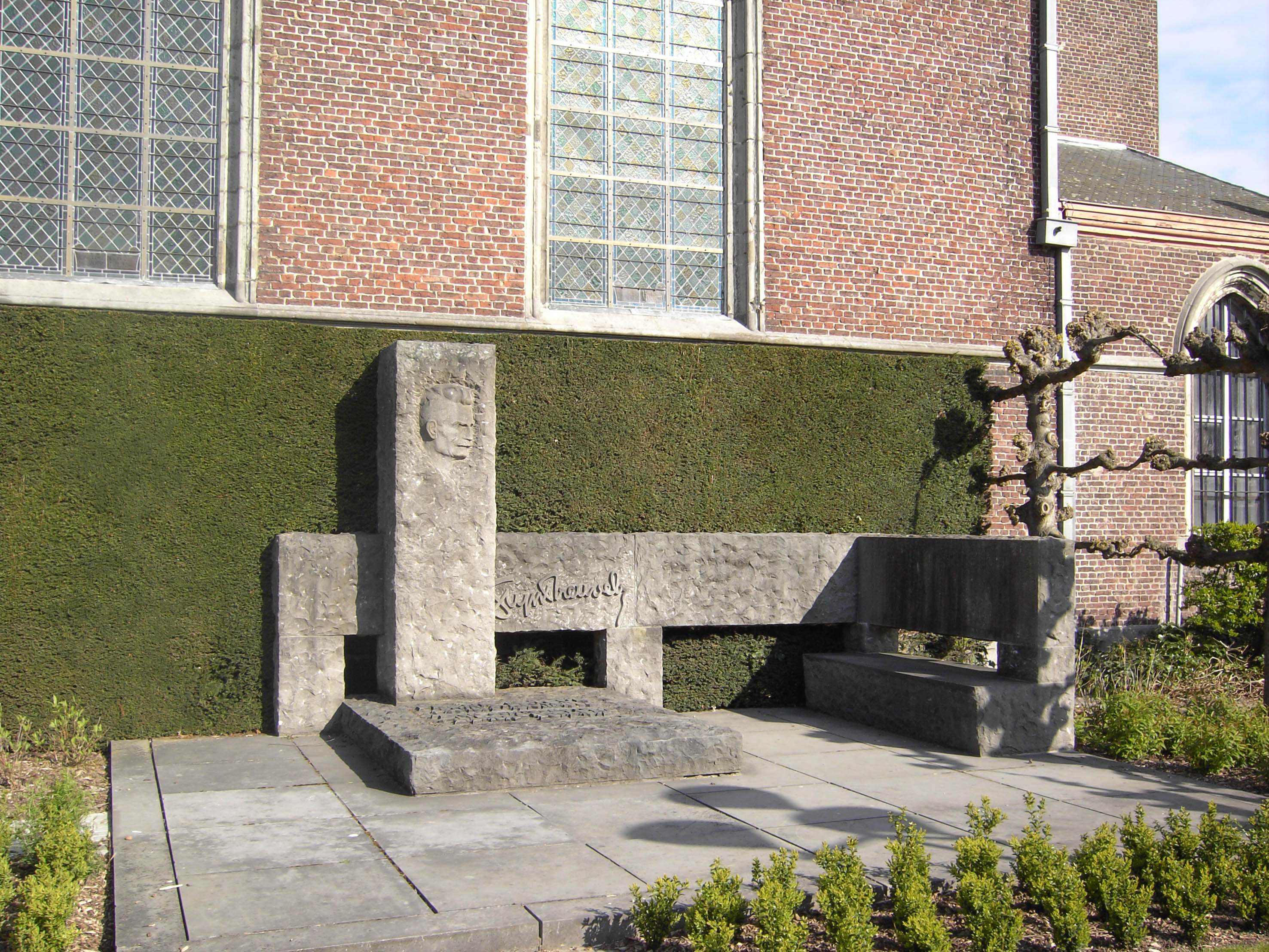
Graf voor Stijn Streuvels (Ingooigem)
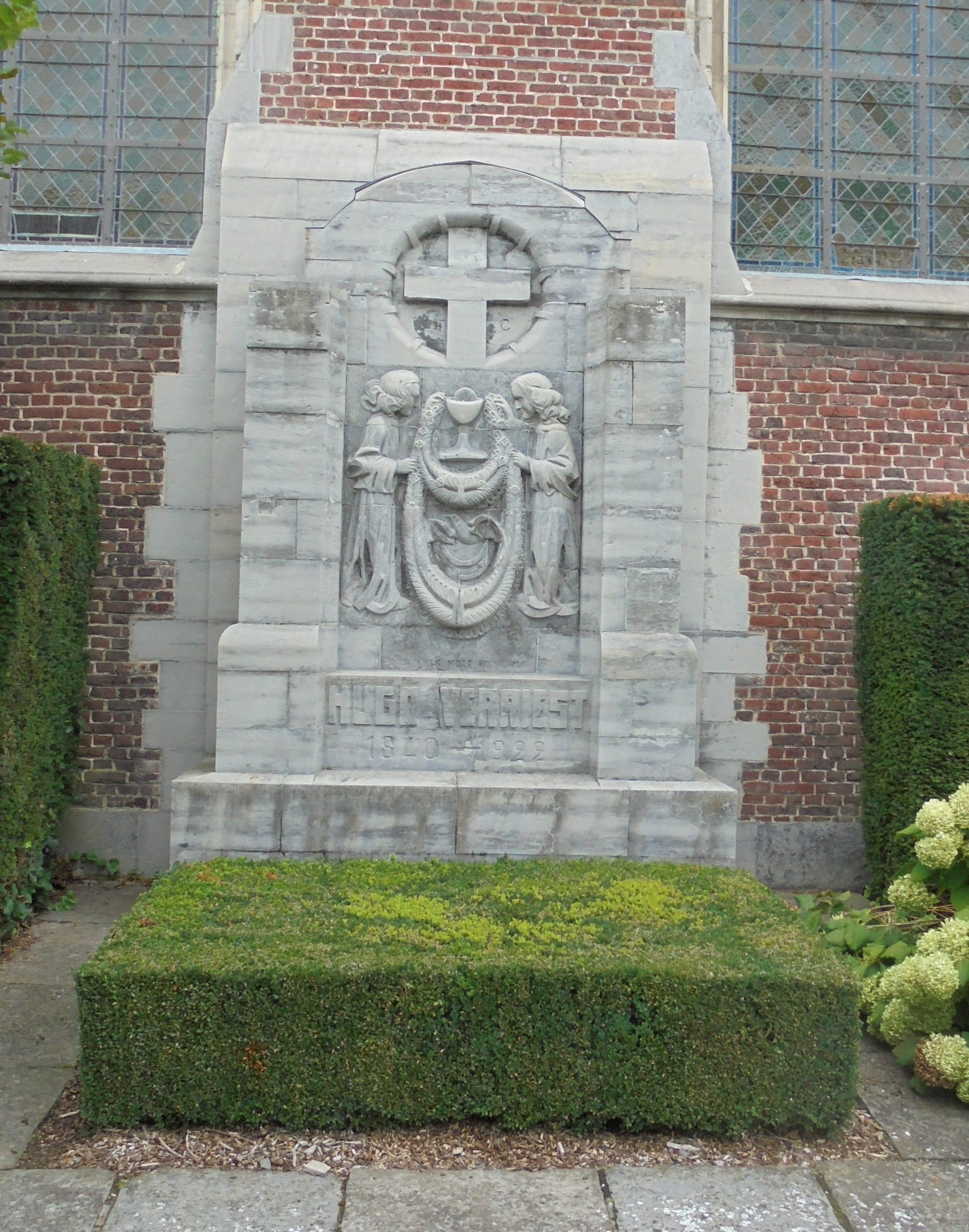
Graf voor Hugo Verriest (Ingooigem)
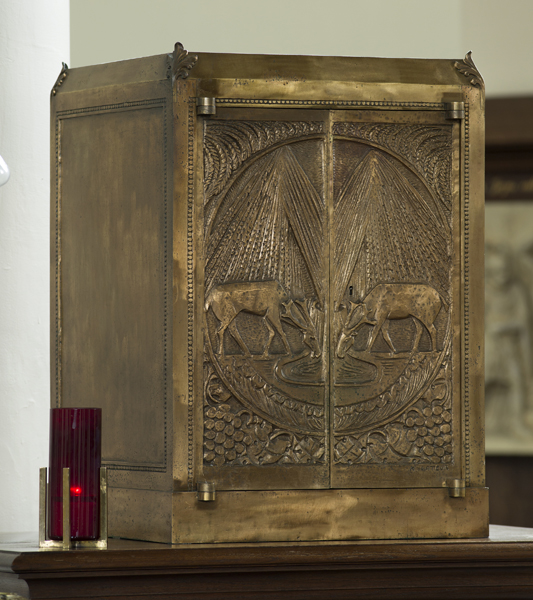
Tabernakel (Waregem)

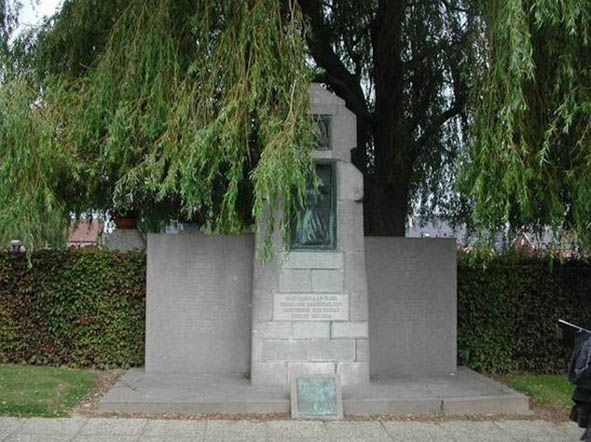
Gedenkzuil voor militaire en burgerlijke slachtoffers (Anzegem)
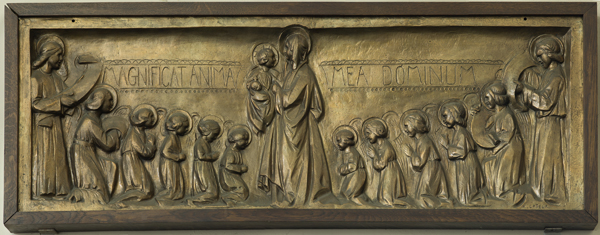
Bas-relief in de Sint-Amandus- en Sint-Blasiuskerk, Waregem
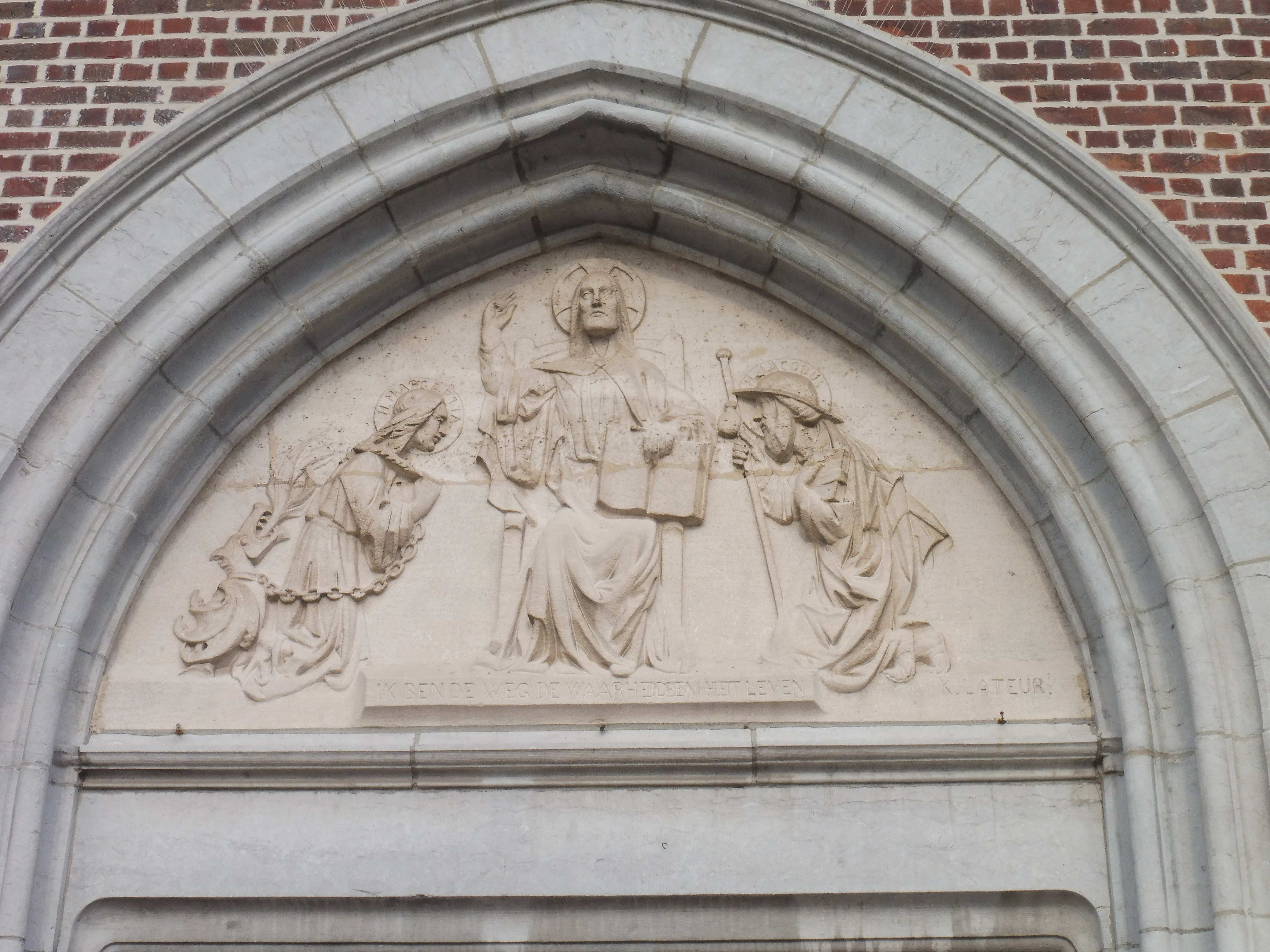
Timpaan, Sint-Jacobuskerk Lichtervelde

- RKD-Nederlands Instituut voor Kunstgeschiedenis: 48222